# Liste der Universitäten in Colorado
Liste von Universitäten und Colleges im US-Bundesstaat Colorado:

## Bundeshochschulen
- United States Air Force Academy

## Staatliche Hochschulen
- Adams State College
- Colorado School of Mines
- Colorado State University
- Colorado State University - Pueblo
- Fort Lewis College
- Mesa State College
- Metropolitan State University of Denver
- University of Colorado System
  - University of Colorado at Boulder
  - University of Colorado Colorado Springs
  - University of Colorado Denver
- University of Northern Colorado
- Western State College of Colorado

## Private Hochschulen
- Colorado Christian University
- Colorado College
- Colorado Technical University
- DeVry University
- Johnson & Wales University
- Jones International University
- Naropa University
- Regis University
- Remington College
- Rocky Mountain College of Art and Design
- Teikyo Loretto Heights University
- University of Denver
- University of Phoenix